# Higherford
Higherford – wieś w Anglii, w hrabstwie Lancashire, w dystrykcie Pendle. Leży 44 km na północ od miasta Manchester i 297 km na północny zachód od Londynu.